# Angelo Acciaiuoli (cardinale)
Angelo Acciaiuoli, detto Angelo Acciaioli junior (Firenze, 15 aprile 1340 – Pisa, 31 maggio 1408), è stato vescovo di Firenze dal 1383 al 1387 e cardinale.
Proveniva dalla rinomata famiglia fiorentina degli Acciaiuoli ed era figlio di Jacopo e di Bartolomea Ricasoli.

## Biografia
A soli 27 anni, nel 1375,  divenne vescovo di Rapolla su invito di papa Gregorio XI.
Il 3 giugno 1383 fu nominato vescovo di Firenze, venendo consacrato dal nuovo papa Urbano VI. Il suo vicario generale fu Francesco Zabarella, in seguito pure lui vescovo e cardinale.
Vissuto in un periodo di scontri tra il papa e l'antipapa Clemente VII, sostenne sempre il papa legittimo, il quale lo ritenne sempre un uomo di fiducia (mentre il suo predecessore, Angelo Ricasoli era stato deposto dal pontefice proprio per la sua vacillante fedeltà), tanto che il 17 dicembre 1384 fu nominato cardinale-prete con il Titolo di San Lorenzo in Damaso per i meriti acquisiti nella liberazione e la fuga del pontefice dall'assedio di Nocera.
Per via di questa nomina, con dispiacere dell'interessato che per ben due anni si rifiutò di cedere l'incarico, Angelo fu sollevato dalla sede vescovile fiorentina e al suo posto fu nominato Bartolomeo Uliari.
Nel 1397 optò per il titolo di cardinale-vescovo delle sedi suburbicarie di Ostia e di Velletri.
Nel 1404 fu nominato arciprete della Basilica di San Pietro in Vaticano e nel giugno del 1405 divenne Decano del Sacro Collegio.
Dopo la sua morte, la salma fu inizialmente inumata nella Cattedrale di Pisa e successivamente traslata nella Certosa di Firenze, nella cappella della cripta dedicata a Sant'Andrea.

## Conclavi
Angelo Acciauoli partecipò ai seguenti conclavi:
- 1389, che elesse Papa Bonifacio IX
- 1404, che elesse Papa Innocenzo VII
- 1406, che elesse Papa Gregorio XII